# Gornje Romanovce
Gornje Romanovce (cyr. Горње Романовце) – wieś w Serbii, w okręgu pczyńskim, w gminie Surdulica. W 2011 roku liczyła 17 mieszkańców.